# Baja Kouykouyo
Baja Kouykouyo (auch: Baja, Baja Kouikouiyo, Baja Kouikouyo) ist ein Dorf in der Landgemeinde Guidan Amoumoune in Niger.

## Geographie
Das von einem traditionellen Ortsvorsteher (chef traditionnel) geleitete Dorf befindet sich rund 25 Kilometer nördlich des Hauptorts Guidan Amoumoune der gleichnamigen Landgemeinde, die zum Departement Mayahi in der Region Maradi gehört. Zu den Siedlungen in der näheren Umgebung von Baja Kouykouyo zählen Mafarawa im Südwesten und Dan Koullou im Westen.
Es herrscht das Klima der Sahelzone vor, mit einer durchschnittlichen jährlichen Niederschlagsmenge zwischen 300 und 400 mm. Die Landschaft zwischen den Trockentälern Goulbin Kaba und Tarka, in der das Dorf liegt, ist von alten, unbeweglichen Dünen geprägt.

## Geschichte
In den 1950er Jahren wurde ein Markt im Dorf etabliert.

## Bevölkerung
Bei der Volkszählung 2012 hatte Baja Kouykouyo 827 Einwohner, die in 115 Haushalten lebten. Bei der Volkszählung 2001 betrug die Einwohnerzahl 535 in 66 Haushalten und bei der Volkszählung 1988 belief sich die Einwohnerzahl auf 570 in 79 Haushalten.
Die Bevölkerungsdichte in diesem Gebiet ist mit 10 bis 20 Einwohnern je Quadratkilometer relativ gering.

## Wirtschaft und Infrastruktur
Baja Kouykouyo liegt in einem Gebiet des Übergangs zwischen der Naturweidewirtschaft des Nordens und des Ackerbaus des Südens, was zu Landnutzungskonflikten führt. Im Dorf ist ein Gesundheitszentrum des Typs Centre de Santé Intégré (CSI) vorhanden. Es gibt eine Schule.